# Wilhelm Schneider (Linguist)
Wilhelm Friedrich Schneider (* 12. Februar 1885 in Köln; † 11. Januar 1979 in Bornheim, Rheinland) war ein deutscher Linguist, Germanist und Pädagoge.

## Leben

### Familie und Ausbildung
Der gebürtige Kölner Wilhelm Schneider, Sohn des Lokomotivführers Christian Schneider und dessen Ehefrau Gertrud geborene Gruß, studierte nach dem Abitur von 1904 bis 1908 Germanistik, Französische Philologie sowie Philosophie an der Rheinischen Friedrich-Wilhelms-Universität Bonn. Wilhelm Schneider wurde im Jahre 1925 zum Dr. phil. promoviert.
Wilhelm Schneider heiratete 1942 Katharina geborene Nachtsheim. Er verstarb im Januar 1979 einen Monat vor Vollendung seines 94. Lebensjahres im rheinischen Bornheim.

### Beruflicher Werdegang
Wilhelm Schneider trat nach seinen Studienjahren in den Schuldienst ein. 1913 übernahm er eine Studienratsstelle in Eschweiler, die er, unterbrochen durch seine Teilnahme am Ersten Weltkrieg, bis zu seiner Bestellung zum Fach-Oberstudienrat für Deutsch am Kölner Friedrich-Wilhelm-Gymnasium im Jahre 1929 innehatte. Parallel dazu nahm er seit 1926 einen Lehrauftrag für Stilkunde der deutschen Sprache an der Rheinischen Friedrich-Wilhelms-Universität Bonn wahr. Schneider wurde 1929 habilitiert, 1937 wurde er zum außerordentlichen Professor befördert, 1939 erfolgte seine Ernennung zum außerplanmäßigen Professor für Neuere deutsche Sprach- und Literaturgeschichte, 1961 wurde er in den Ruhestand verabschiedet.
Wilhelm Schneider trat insbesondere als Verfasser stilkundlicher Abhandlungen hervor.

## Publikationen (Auswahl)
- Neue Wege der Stilbildung : Ein Beitrag zur Erneuerung des Aufsatzunterrichts. W. Ehrig, Heidelberg, Frankfurt a. M., 1922
- Meister des Stils über Sprach- und Stillehre : Beiträge zeitgenössischer Dichter und Schriftsteller zur Erneuerung des Aufsatzunterrichts. 2. unveränderte Auflage, B.G. Teubner, Leipzig, 1923
- Josef Ponten. Deutsche Verlags-Anstalt, Stuttgart 1924
- Deutsche Kunstprosa : Übungen des Sprach- und Stilgefühls an Prosastücken aus dem 19. Jahrhundert. Quelle & Meyer, Leipzig, 1928
- Ausdruckswerte der deutschen Sprache : eine Stilkunde. B.G. Teubner, Leipzig, 1931
- Die auslanddeutsche Dichtung unserer Zeit. Weidmann, Berlin, 1936
- Deutscher Stil- und Aufsatzunterricht. 7. Auflage, Kompass-Verlag, Oberursel (Taunus), 1947
- Ehrfurcht vor dem deutschen Wort : Lehre und Übung für jedermann. 4. durchgesehene Auflage, Herder, Freiburg, 1950
- Liebe zum deutschen Gedicht : Ein Begleiter für alle Freunde der Lyrik. Herder, Freiburg, 1952
- Stilistische deutsche Grammatik : Die Stilwerte der Wortarten, der Wortstellung und des Satzes. Herder, Freiburg i. Br., Basel, Wien, 1959